# Bambarakanda Ella
Bambarakanda Ella (syng. බඹරකන්ද ඇල්ල, Bambarakanda Ælla; ang. Bambarakanda Falls) – najwyższy wodospad w Sri Lance, położony w Kalupahana, w dystrykcie Badulla, w prowincji Uwa. Jego wysokość wynosi 263 m. Znajduje się na rzece Kuda Oja (która jest dopływem rzeki Walawe), w siodle między szczytami Welihena (1375 m n.p.m.) oraz Babaragala (1470 m n.p.m.).